# Jean-Pierre Morin
Pour les articles homonymes, voir Morin.
Jean-Pierre Morin est un artiste sculpteur né le 25 octobre 1951 à Saint-Anselme dans le comté de Dorchester (Québec, Canada).

## Biographie
Après des études à l'École de sculpture de Saint-Jean-Port-Joli, Jean-Pierre Morin obtient un baccalauréat en arts visuels de l’Université Laval de Québec, ainsi qu’une maîtrise de l’Université Concordia de Montréal (option sculpture).
Il expose régulièrement dès le milieu des années 1980. La Ville de Québec lui remet en 2003 le Prix reconnaissance Videre. Il est également récipiendaire du prix de la Fondation Monique et Robert Parizeau 2007-2009, récompense remise à un artiste québécois œuvrant dans le domaine de la sculpture.
Il a réalisé plus d’une quarantaine d’œuvres publiques, dont une vingtaine dans le cadre du programme d’intégration des arts à l’architecture et à l'environnement - telle Espace fractal qui accueille les usagers de la Grande bibliothèque / BAnQ (Montréal, 2004).
Il est l’auteur de la sculpture Trombe (Québec, 2008), œuvre commandée à l’artiste à l’occasion du 75e anniversaire du Musée national des beaux-arts du Québec.
Jean-Pierre Morin vit et travaille à Québec.

## Œuvres d'art publiques au Canada (sélection)

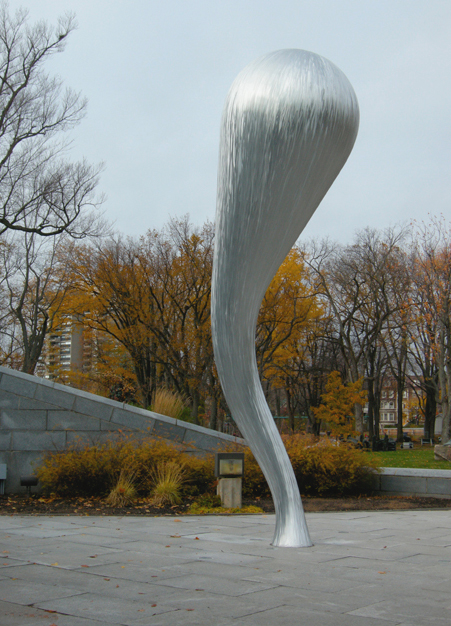
Trombe, 2008, MNBAQ

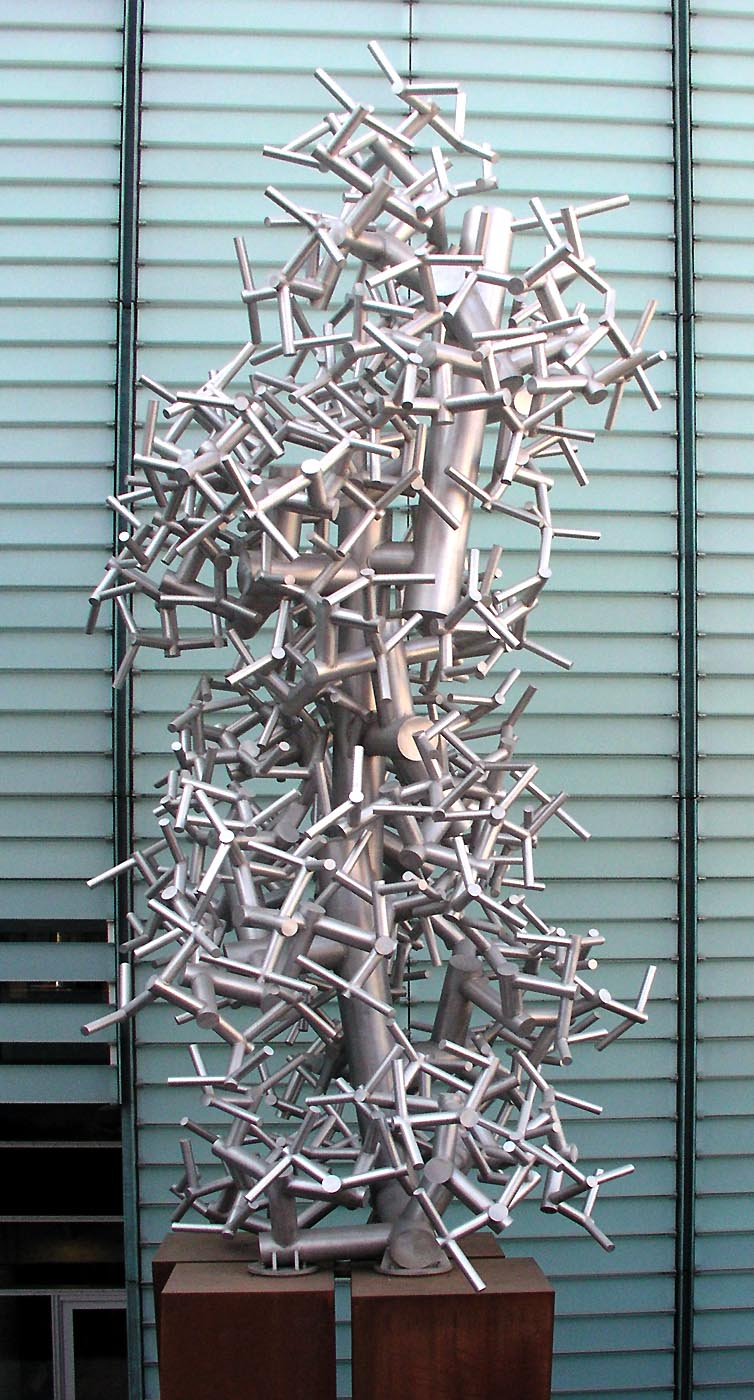
Espace fractal, 2004,
aluminium et acier corten, (haut. 15 m),
Grande Bibliothèque, Montréal

|                                       |  |  |
| Sentinelles, 2009, aluminium, Toronto |  |  |

2009 – Sentinelles, quatre sculptures en aluminium, condominium Grand Triomphe 2, Toronto (Ontario)
2008 – Trombe, Musée national des beaux-arts du Québec, Québec (Québec)
2006 – Bruine, Flora International 2006, Montréal (Québec)
2006 – Temps d'arrêt, Parc Molson, Montréal (Québec)
2005 – Reaching for the clouds, aluminium et acier corten, Town Hall Square Park, Toronto (Ontario)
2004 –  Espace fractal, aluminium et acier corten, Grande bibliothèque / BAnQ, Montréal (Québec)
2000 – Centre de formation professionnel, Matane (Québec)
1999 – Aube, aluminium peint, Complexe de Santé et CLSC Paul-Gilbert, Charny (Québec)
1998 – Sous-bois I, aluminium, Commission des écoles catholiques de Québec, pavillon technique, Québec (Québec)
1998 – Sous-bois II, aluminium, Îlot-Fleury, Québec (Québec)
1998 – Centre hospitalier Saint-Joseph de la Malbaie, La Malbaie (Québec)
1997 – Éclosion, aluminium, Centre de Foires de Québec – Expocité, Québec (Québec)
1997 – Convergence, aluminium, Promenade Desjardins, Centre des Congrès de Québec, Québec
* œuvre relocalisée : 2008 – Promenade Samuel-De Champlain, Québec (Québec)
1995 – Collège Montmorency, Laval (Québec)
1994 – La Pierre et le Feu, Parc René-Lévesque, Lachine, Montréal (Québec)
1994 – Université du Québec à Trois Rivières, Trois-Rivières (Québec)
1994 – École L’Odyssée, Terrebonne (Québec)
1993 – École Henri Beaulieu, Saint-Laurent (Québec)
1991 – Monument pour une feuille, siège social de la Société de l'assurance automobile du Québec, Québec (Québec)
1990 – Feuilles, Édifice Champ-de-Mars, Banque Nationale, Montréal (Québec)
1990 – Atrium Charlesbourg, Ministère de l'Énergie Mines et Ressources, Québec (Québec)
1990 – Feuille-Flamme, acier corten, Pavillon Abitibi-Price, Université Laval, Québec (Québec)
1990 – Ministère des Transports, Lac-Etchemin (Québec)
1990 – Table-Flamme, acier corten, École Wilbrod-Berher, Québec (Québec)
1989 – Emporté par le vent, acier inoxydable, Palais de justice, Saint-Joseph-de-Beauce (Québec)
1989 – Paysage, École Curé-Beaudet, Saint-Éphrem-de-Beauce (Québec)
1988 – Réflexion sur un cours d'eau, acier patiné, Centre administratif et de services Montmorency, Hydro-Québec, Québec (Québec)
1987 – Souvenir d'un cours d'eau, acier corten, Parc de la Confédération, Baie-Comeau (Québec)

Œuvres d'art public au Québec (sélection)
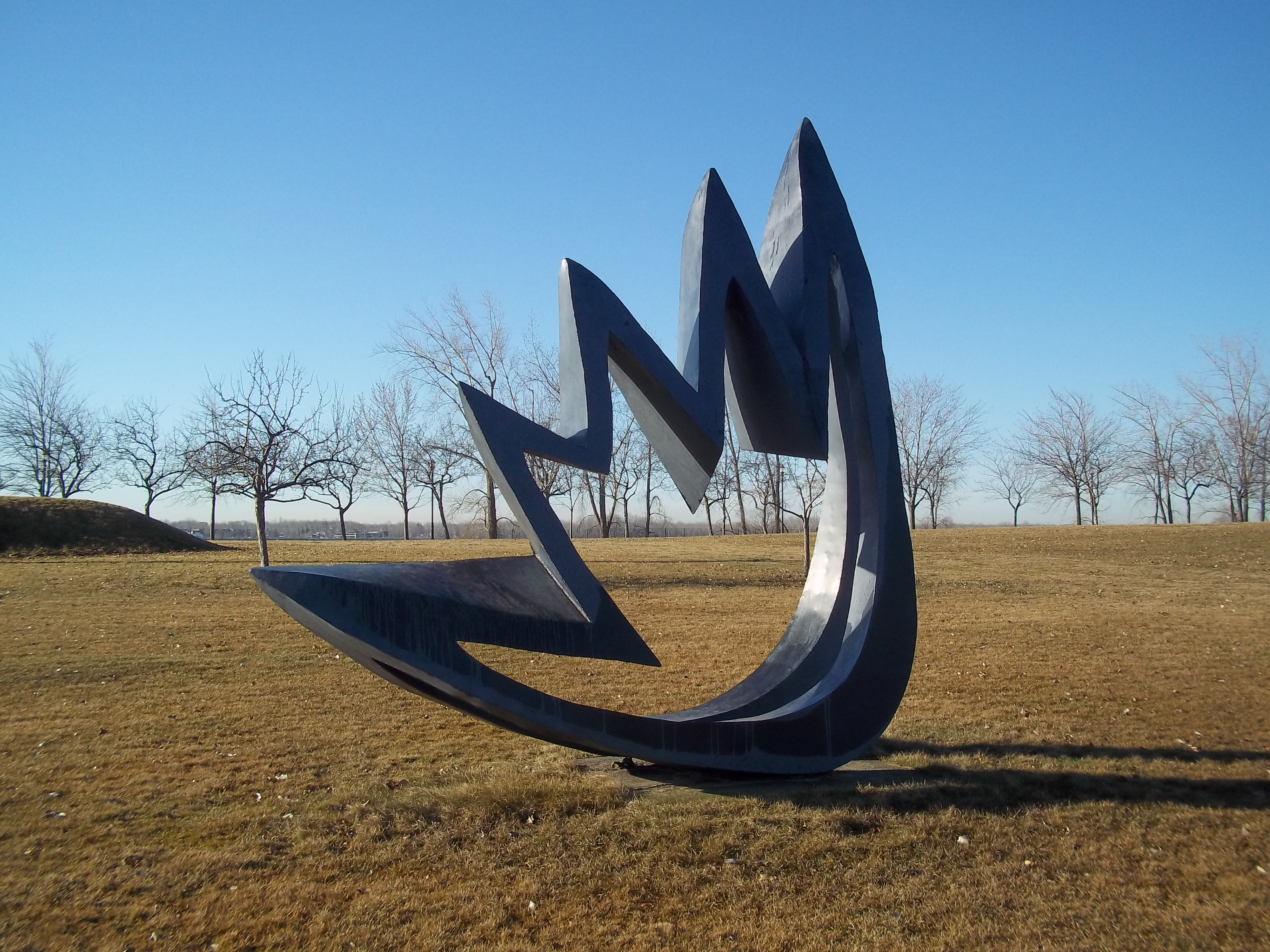
La Pierre et le Feu, 1985, acier, parc René-Lévesque, Montréal
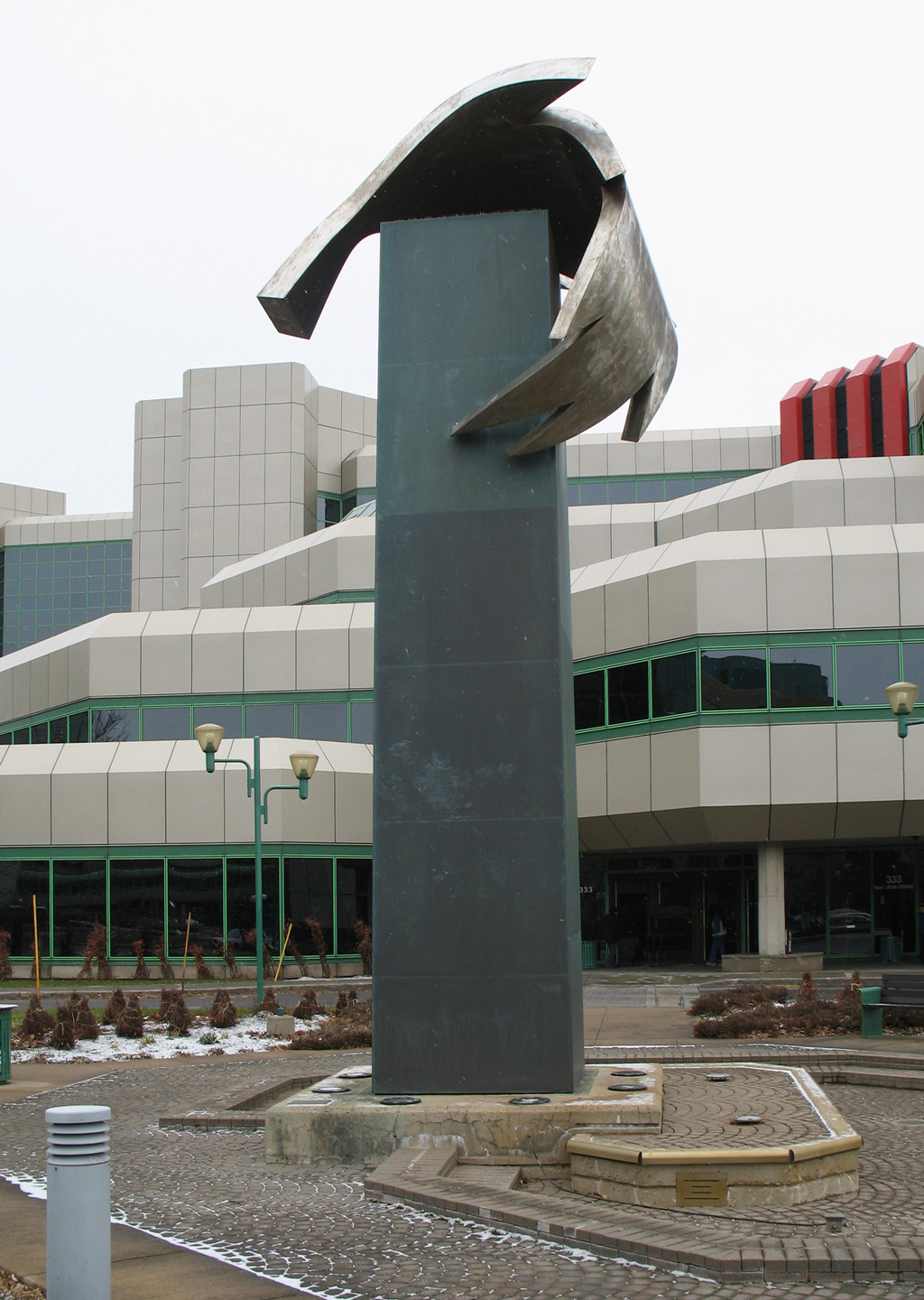
Monument pour une feuille, 1991, acier inoxydable et bronze, siège social de la Société d'assurance automobile du Québec, Québec
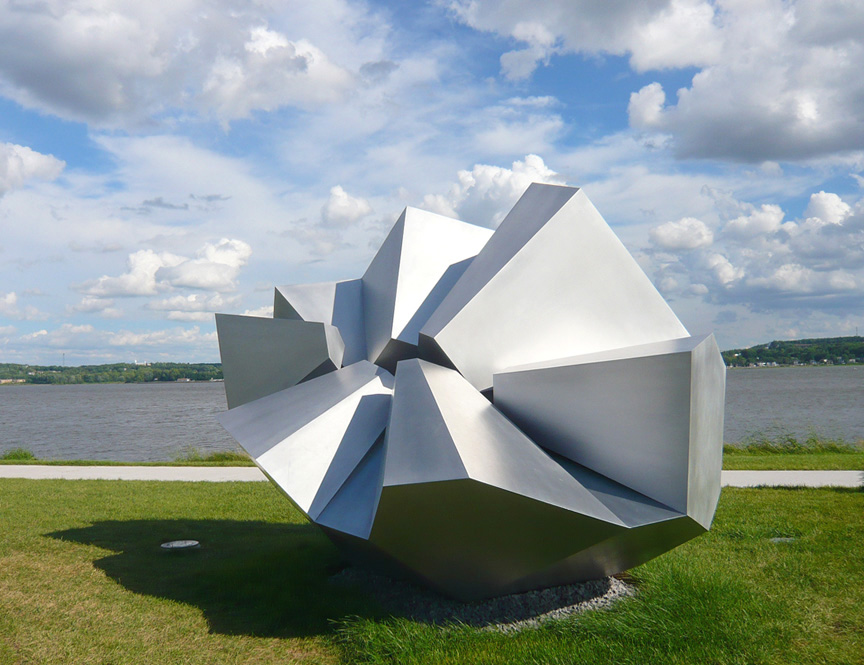
Convergence, 1997, aluminium, Promenade Samuel-De Champlain, Québec
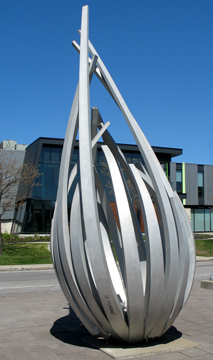
Éclosion, aluminium, 1997, Centre de foires, Québec
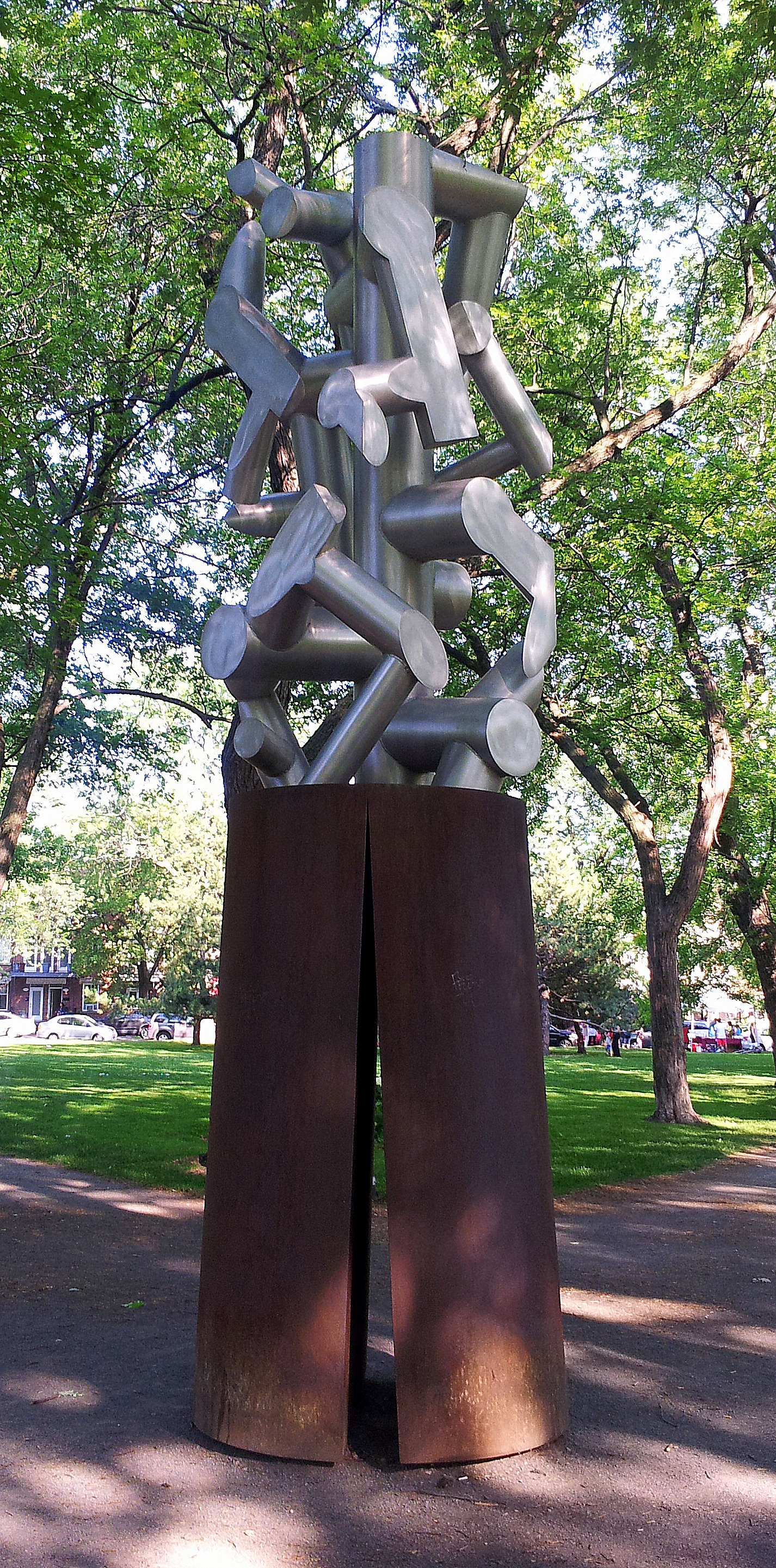
Temps d'arrêt, 2006, Parc Molson, Montréal (Québec)